# Wołodymyr Łewczenko
Wołodymyr Maksymowycz Łewczenko, ukr. Володимир Максимович Левченко, ros. Владимир Максимович Левченко, Władimir Maksimowicz Lewczienko (ur. 18 lutego 1944 w Kijowie, Ukraińska SRR, zm. w kwietniu 2006, Ukraina) – ukraiński piłkarz, grający na pozycji obrońcy, a wcześniej pomocnika, reprezentant Związku Radzieckiego.

## Kariera piłkarska

### Kariera klubowa
Wychowanek szkółki piłkarskiej Szkoły Piłkarskiej Młodzieży (pierwszy trener Mychajło Korsunski, a potem Dynama Kijów. W 1962 rozpoczął karierę piłkarską w Dynamie. Na początku kariery występował w drużynie rezerwowej, dopiero później został podstawowym piłkarzem kadry. 13 maja 1971 miał wypadek samochodowy. Piłkarz był w stanie śmierci klinicznej, ale lekarze uratowali jego życie. Jednak z piłką musiał skończyć.
W kwietniu 2006 roku tragicznie zginął pod kołami auta.

### Kariera reprezentacyjna
7 marca 1968 debiutował w reprezentacji Związku Radzieckiego w zremisowanym 1:1 meczu towarzyskim z Meksykiem. Jako gracz drużyny radzieckiej był włączony do kadry na mistrzostwa Europy w 1968, chociaż żadnego razu nie wyszedł na boisko, a Sbornaja zdobyła czwarte miejsce. 21 maja 1968 wystąpił w olimpijskiej reprezentacji ZSRR.

## Sukcesy i odznaczenia

### Sukcesy klubowe
- mistrz ZSRR: 1966, 1967, 1968
- wicemistrz ZSRR: 1965, 1969
- zdobywca Pucharu ZSRR: 1964, 1966

### Sukcesy indywidualne
- 2-krotnie wybrany do listy 33 najlepszych piłkarzy ZSRR: Nr 1 (1967), Nr 3 (1968)
- 5-krotnie wybrany do listy 33 najlepszych piłkarzy Ukraińskiej SRR: Nr 1 (1968, 1969), Nr 2 (1965, 1966, 1970)

### Odznaczenia
- tytuł Mistrza Sportu ZSRR: 1965